# Вершинино (Плесецкий район)
Вершинино — деревня в Плесецком районе Архангельской области. Административный центр Кенозерского сельского поселения.
В 2024 году была описана как часть нового объекта Всемирного наследия ЮНЕСКО под названием «Культурный ландшафт Кенозерья» .

## География
Деревня расположена в 128 км юго-западней Плесецка на полуострове образованном озёрами Кенозеро, Долгое и проливом между ними.

## История
В XI—XVI веках через Кенозеро проходил водный путь новгородского освоения Севера и, возможно, тогда начала заселяться местность.
В XIX веке деревня являлась административным центром Вершининской волости в составе Пудожского уезда Олонецкой губернии. Затем волость была переименована в Захаровскую. После упразднения Олонецкой губернии в 1922 году, Захаровская волость перешла в состав Каргопольского уезда Вологодской губернии. В 1924 году Захаровская волость была упразднена, а её территория вошла в состав Кенозерской волости.
В 1991 году в окрестностях Вершинино был образован Кенозерский национальный парк. Периодически в парке проходит съезжий праздник-шутка «Кенозерская дураковина» с участием героя народных сказок Иванушки-Дурачка. В 2011 году в парке прошло торжественное празднование 20-летия.
В 2009 году представителями филологического факультета МГУ в село Вершинино была организована диалектологическая экспедиция по сбору материала для Архангельского областного словаря.
В деревне Вершинино Андрей Сергеевич Кончаловский снимал фильм «Белые ночи почтальона Алексея Тряпицына», за постановку которого он в 2014 году был удостоен главного режиссёрского приза Венецианского кинофестиваля — «Серебряного льва».

## Население
| 2002 | 2010 | 2012 |
| ---- | ---- | ---- |
| 204  | ↘182 | ↗192 |

## Достопримечательности
Деревня Вершинино является центром Плесецкого сектора Кенозерского национального парка.
В деревне Вершинино расположена Успенская церковь Кенозерского погоста. Также в Вершинино, на возвышении, находится Никольская часовня. Роспись часовни выполнил иконописец Фёдор Захарович Иок в период XIX—XX веков. Роспись носит название «Небеса».
В окрестностях Вершинино на территории Кенозерского национального парка в августе 2016 года был открыт единственный в России музей эпического наследия - «В Начале было Слово», экспозиция которого разместилась в реконструированном деревянном крестьянском доме семьи Шишкиных, построенном в 1861 году. В залах музея «Изба», «Жанры», «Исследователи», «Сказители»  представлены предметы быта местных жителей Кенозерья, рукописи крестьянских заговоров, полевые записи былин фольклористов, фотографии кенозерских исполнителей из семейных архивов жителей Кенозерья и личных собраний исследователей «Былинного Кенозерья».
В деревне действует музейный комплекс "Амбарный ряд", посвященный ремесленным промыслам, широко распространенным на Руси в прошлом, и включающий в себя три раздела: музей гончарного промысла Кенозерья «Китоврасово подворье», музей кузнечного ремесла Кенозерья «Гефестово подворье» и музей плотницкого мастерства Кенозерья «Азбука древодела». Экспозиции размещены в трех небольших хозяйственных постройках - воссозданных амбарах XIX века.
Музей «Рухлядный амбар», находящийся недалеко от пристани в амбаре площадью 336 кв.м, представляет коллекцию различной старинной «рухляди», окружавшей крестьянскую семью в былые времена. Также в музее находятся "небеса" из близлежащих цервей, например, из Почозерского погоста.